# Marcelo Andrade
Marcelo Costa de Andrade (* 2. Januar 1967 in Rio de Janeiro, Brasilien) ist Brasiliens bekanntester Serienmörder. Er bekannte sich zu 14 Morden an Jungen im Alter von sechs bis 13 Jahren, die er in einer Zeitspanne von neun Monaten im Jahr 1991 vergewaltigte und tötete.

## Kindheit und Jugend
Marcelo Costa de Andrade wuchs als Sohn armer Migranten aus dem Nordosten in der Favela Rocinha in Rio de Janeiro ohne fließendes Wasser auf. Er wurde regelmäßig von seinem Großvater, seinem Stiefvater sowie seiner Stiefmutter verprügelt und im Alter von 10 Jahren sexuell missbraucht. Im Alter von 14 Jahren verkaufte er seinen Körper, um zu überleben, woraufhin er in eine Besserungsanstalt geschickt wurde, aus der er jedoch fliehen konnte.
Mit 16 Jahren ging er eine homosexuelle Beziehung zu einem älteren Mann ein, was ihn jedoch nicht daran hinderte, weiterhin anschaffen zu gehen. Andrade verließ den Slum und lebte mit seinem Partner zusammen. Im Alter von 17 Jahren versuchte er, seinen 10-jährigen Bruder zu vergewaltigen. Während Andrade mit seinem Partner zusammen lebte, verließ die Familie den Rocinha-Slum und zog nach Itaboraí, einem weiteren Slum auf der anderen Seite der stark verschmutzten Guanabara-Bucht.
Im Alter von 23 Jahren ging seine Beziehung in die Brüche und Andrade zog zurück zu seiner Mutter und seinen Brüdern nach Itaborai, wo er einen schlecht bezahlten Job als Verteiler von Flugblättern an der Copacabana fand. Außerdem trat er in die Universal Church of the Kingdom of God ein, wo seine Ansichten von den Predigten eines Priesters stark beeinflusst wurden. Andrade ging vier Mal die Woche in die Kirche. Bis April 1991 schien sein Leben, abgesehen von einigen Eigentümlichkeiten und seinem merkwürdigen und zusammenhangslosen Lachen, normal zu sein.

## Morde
Im April 1991 begann Andrade zu töten. Seine ausgewählten Opfer waren allesamt arme Straßenkinder, die er in einsame Gebiete führte, vergewaltigte und erdrosselte. Er verging sich in einigen Fällen an den Leichen, zerquetschte den Schädel eines Opfers, köpfte ein anderes Opfer und trank in zwei Fällen das Blut der Opfer, was ihm den Spitznamen ‚Vampiro de Niterói‘ (zu deutsch: Vampir von Niterói) einbrachte. Später sagte er aus, dass er das Blut der Opfer trank „um genauso schön zu werden wie sie (die Opfer)“.
Da die Mordrate in den Slums von Brasilien ohnehin sehr hoch ist, fiel die steigende Zahl der verschwundenen Straßenkinder nicht auf und niemand kam auf die Idee, dass dies das Handwerk eines brutalen Serienmörders sein könnte. Andrade sagte in einer Vernehmung aus, dass er „junge Kinder bevorzugte, da diese hübscher sind und weichere Haut haben“. Außerdem war er durch die Predigten des Priesters der 'Universal Church of the Kingdom of God' davon überzeugt, dass „Jungen, die vor ihrem 13. Geburtstag sterben, automatisch in den Himmel kommen und ich ihnen einen Gefallen getan habe“.

## Überführung
Im Dezember 1991 endete seine Mordserie, weil Andrade sich in den zehn Jahre alten Altair de Abreu verliebte und ihn verschonte. Andrade begegnete dem jungen Bettler und seinem sechs Jahre alten Bruder Ivan am Busbahnhof in Niterói und bot den zwei Kindern Geld an, wenn sie ihm beim Anzünden von Kerzen in der Saint Georges Church helfen würden. Altair de Abreu erzählte der Polizei später, dass sie auf dem Weg zur Kirche ein unbebautes Grundstück passierten, als Andrade sich plötzlich umdrehte, Ivan vor den Augen dessen Bruders erwürgte und anschließend vergewaltigte. Altair, der vor Angst wie gelähmt war, war nicht in der Lage wegzulaufen. Nachdem Andrade Ivan getötet und vergewaltigt hatte, drehte er sich zu Altair um, umarmte ihn und sagte ihm, dass er ihn liebe. Sich zu Tode fürchtend erklärte Altair sich einverstanden, sein Leben mit Andrade zu verbringen.
Nach einer gemeinsamen Nacht im Buschwerk nahm Andrade seinen neuen 'Partner' mit zur Arbeit an die Copacabana. Als sie dort ankamen, war das Geschäft allerdings geschlossen und Altair gelang die Flucht. Es ist nicht ganz klar, wohin er flüchtete, entweder zur Polizei oder zu seiner Mutter, der er erzählte, dass er seinen Bruder 'verloren' habe und erst ein paar Tage später mit der Wahrheit herausrückte, weil seine Schwester ihn unter Druck setzte.
Andrade, der in der Zwischenzeit zu seiner täglichen Routine zurückgekehrt war, wurde ohne großen Widerstand wegen des Mordes an Ivan de Abreu verhaftet, als er seiner Arbeit nachging. Die Polizei ging zunächst davon aus, dass der Mord an Ivan de Abreu ein Einzelfall war. Zwei Monate nach der Festnahme Andrades wurde dessen Stiefmutter zu einer Aussage über das Verhalten ihres Stiefsohnes geladen. Andrades Stiefmutter erzählte, dass ihr Stiefsohn beispielsweise eines Nachts mit einer Machete das Haus verließ, um „Bananen zu schneiden“, am nächsten Tag jedoch ohne Bananen heimkehrte.
Andrade gestand die Morde an 14 Jungen zwischen sechs und 13 Jahren und führte die Polizisten zu den Überresten der Opfer. In seiner Vernehmung sagte er später, er habe die Jungen nur getötet, weil er sie mochte und nicht wollte, dass sie in die Hölle kommen.